# Longueville (Lot-et-Garonne)
Longueville is een gemeente in het Franse departement Lot-et-Garonne (regio Nouvelle-Aquitaine) en telt 277 inwoners (2005). De plaats maakt deel uit van het arrondissement Marmande.

## Geografie
De oppervlakte van Longueville bedraagt 4,8 km², de bevolkingsdichtheid is 57,7 inwoners per km².
De onderstaande kaart toont de ligging van Longueville (Lot-et-Garonne) met de belangrijkste infrastructuur en aangrenzende gemeenten.

## Demografie
Onderstaande figuur toont het verloop van het inwonertal (bron: INSEE-tellingen).